# Consejería de Acción Climática, Alimentación y Agenda Rural de la Generalidad de Cataluña
La consejería de Agricultura, Ganadería, Pesca y Acción Climática fue una de las consejerías del Gobierno de Cataluña 2021-2025. Esta consejería fue creada el 25 de mayo de 2021 uniendo las competencias de las anteriores consejerías de Agricultura, Ganadería, Pesca y Alimentación y de Territorio y Sostenibilidad y su denominación cambiada el día 9 de marzo de 2024pasándose a denominar Consejería de Agricultura, Ganadería, Pesca y Acción Climática. El último consejero fue David Mascort.

## Competencias
El DECRETO 21/2021, de 25 de mayo, de creación, denominación y determinación del ámbito de competencia de los departamentos de la Administración de la Generalidad de Cataluña, establece las competencias de las distintas consejerías de la Generalidad de Cataluña.
Las competencias de esta Consejería incluyen la planificación y calidad ambiental, así como las políticas ante el cambio climático, la gestión del agua, de los residuos y los servicios meteorológicos. Además, tiene asignadas tareas en materia de energía y en fomento e impulso de las energías renovables. También, cuenta con competencias relativas a la gestión del medio natural y de la biodiversidad de Cataluña. La Consejería se encarga de regular las políticas de agricultura, ganadería y las políticas de pesca y asuntos marítimo, así como las actividades cinegéticas y la pesca fluvial. Controla la gestión de los programas de transferencia de fondos de la Unión Europea de carácter agrario, ganadero, pesquero o de desarrollo rural. Tiene competencias en materia de desarrollo del mundo rural y en políticas de bosques. Además, controla y regula la industria agroalimentaria y las políticas de alimentación. Queda adscrito a la Consejería de Acción Climática, Alimentación y Agenda Rural, el Instituto Catalán de la Viña y el Vino.

## Consejeros
| | Consejería                                                                                                | Titular                                                                                                   | Titular                                                                                                   | Partido                                                                                                   | Partido                                                                                                   | Periodo                                                                                                   | Periodo       | Generalidad | Generalidad                | Generalidad |
| Inicio | Consejería                                                                                                | Titular                                                                                                   | Titular                                                                                                   | Partido                                                                                                   | Partido                                                                                                   | Fin | Gobierno      | Presidente  | Presidente                 |             |
| --- | --- | --- | --- | --- | --- | --- | ------------- | ----------- | -------------------------- | ----------- |
| Sus competencias estaba en la Consejería de Agricultura, Ganadería y Pesca                                | Sus competencias estaba en la Consejería de Agricultura, Ganadería y Pesca                                | Sus competencias estaba en la Consejería de Agricultura, Ganadería y Pesca                                | Sus competencias estaba en la Consejería de Agricultura, Ganadería y Pesca                                | Sus competencias estaba en la Consejería de Agricultura, Ganadería y Pesca                                | Sus competencias estaba en la Consejería de Agricultura, Ganadería y Pesca                                | Sus competencias estaba en la Consejería de Agricultura, Ganadería y Pesca                                | Pujol I       |             | Jordi Pujol                |             |
| Sus competencias estaba en la Consejería de Agricultura, Ganadería y Pesca                                | Sus competencias estaba en la Consejería de Agricultura, Ganadería y Pesca                                | Sus competencias estaba en la Consejería de Agricultura, Ganadería y Pesca                                | Sus competencias estaba en la Consejería de Agricultura, Ganadería y Pesca                                | Sus competencias estaba en la Consejería de Agricultura, Ganadería y Pesca                                | Sus competencias estaba en la Consejería de Agricultura, Ganadería y Pesca                                | Sus competencias estaba en la Consejería de Agricultura, Ganadería y Pesca                                | Pujol II      |             | Jordi Pujol                |             |
| Medio Ambiente                                                                                            | Albert Vilalta                                                                                            | | | CDC | 4 de abril de 1991                                                                                        | 7 de junio de 1996                                                                                        | Pujol III     |             | Jordi Pujol                |             |
| Medio Ambiente                                                                                            | Albert Vilalta                                                                                            | Pujol IV                                                                                                  | | CDC | 4 de abril de 1991                                                                                        | 7 de junio de 1996                                                                                        |               |             | Jordi Pujol                |             |
| Medio Ambiente                                                                                            | Pere Macias                                                                                               | | | CDC | 7 de junio de 1996                                                                                        | 30 de julio de 1997                                                                                       | Pujol V       |             | Jordi Pujol                |             |
| Medio Ambiente                                                                                            | Joan Ignasi Puigdollers                                                                                   | | | UCD | 30 de julio de 1997                                                                                       | 29 de noviembre de 1999                                                                                   | Pujol V       |             | Jordi Pujol                |             |
| Medio Ambiente                                                                                            | Felip Puig                                                                                                | | | CDC | 29 de noviembre de 1999                                                                                   | 20 de noviembre de 2001                                                                                   | Pujol VI      |             | Jordi Pujol                |             |
| Medio Ambiente                                                                                            | Ramon Espadaler                                                                                           | | | UCD | 20 de noviembre de 2001                                                                                   | 20 de diciembre de 2003                                                                                   | Pujol VI      |             | Jordi Pujol                |             |
| Medio Ambiente y Vivienda                                                                                 | Salvador Milà i Solsona                                                                                   | | | ICV | 20 de diciembre de 2003                                                                                   | 20 de abril de 2006                                                                                       | Maragall      |             | Pasqual Maragal            |             |
| Medio Ambiente y Vivienda                                                                                 | Francesc Baltasar i Albesa                                                                                | | | ICV | 20 de abril de 2006                                                                                       | 29 de noviembre de 2010                                                                                   | Maragall      |             | Pasqual Maragal            |             |
| Medio Ambiente y Vivienda                                                                                 | Francesc Baltasar i Albesa                                                                                | Montilla                                                                                                  | | ICV | 20 de abril de 2006                                                                                       | 29 de noviembre de 2010                                                                                   | José Montilla |             |                            |             |
| Sus competencias estaban en la Consejería de Agricultura, Ganadería, Pesca, Alimentación y Medio Ambiente | Sus competencias estaban en la Consejería de Agricultura, Ganadería, Pesca, Alimentación y Medio Ambiente | Sus competencias estaban en la Consejería de Agricultura, Ganadería, Pesca, Alimentación y Medio Ambiente | Sus competencias estaban en la Consejería de Agricultura, Ganadería, Pesca, Alimentación y Medio Ambiente | Sus competencias estaban en la Consejería de Agricultura, Ganadería, Pesca, Alimentación y Medio Ambiente | Sus competencias estaban en la Consejería de Agricultura, Ganadería, Pesca, Alimentación y Medio Ambiente | Sus competencias estaban en la Consejería de Agricultura, Ganadería, Pesca, Alimentación y Medio Ambiente | Mas I         |             | Artur Mas i Gavarró        |             |
| Territorio y Sostenibilidad                                                                               | Santi Vila Vicente                                                                                        | | | CDC | 24 de diciembre de 2012                                                                                   | 14 de enero de 2016                                                                                       | Mas II        |             | Artur Mas i Gavarró        |             |
| Territorio y Sostenibilidad                                                                               | Josep Rull                                                                                                | | | JxSí | 14 de enero de 2016                                                                                       | 27 de octubre de 2017                                                                                     | Puigdemont    |             | Carles Puigdemont          |             |
| Sus competencia se encontraban en el Ministerio de Agricultura                                            | Sus competencia se encontraban en el Ministerio de Agricultura                                            | Sus competencia se encontraban en el Ministerio de Agricultura                                            | Sus competencia se encontraban en el Ministerio de Agricultura                                            | Sus competencia se encontraban en el Ministerio de Agricultura                                            | Sus competencia se encontraban en el Ministerio de Agricultura                                            | Sus competencia se encontraban en el Ministerio de Agricultura                                            | Rajoy II      |             | Soraya Sáenz de Santamaría |             |
| Territorio y Sostenibilidad                                                                               | Damià Calvet i Valera                                                                                     | | | JxC | 2 de junio de 2018                                                                                        | 26 de mayo de 2021                                                                                        | Torra         |             | Joaquim Torra i Pla        |             |
| Territorio y Sostenibilidad                                                                               | Damià Calvet i Valera                                                                                     | Aragonès (e)                                                                                              | | JxC | 2 de junio de 2018                                                                                        | 26 de mayo de 2021                                                                                        | Pere Aragonès |             |                            |             |
| Sus competencias se encontraban en la Consejería de Acción Climática, Alimentación y Agenda Rural         | Sus competencias se encontraban en la Consejería de Acción Climática, Alimentación y Agenda Rural         | Sus competencias se encontraban en la Consejería de Acción Climática, Alimentación y Agenda Rural         | Sus competencias se encontraban en la Consejería de Acción Climática, Alimentación y Agenda Rural         | Sus competencias se encontraban en la Consejería de Acción Climática, Alimentación y Agenda Rural         | Sus competencias se encontraban en la Consejería de Acción Climática, Alimentación y Agenda Rural         | Sus competencias se encontraban en la Consejería de Acción Climática, Alimentación y Agenda Rural         | Pere Aragonès | Aragonès    |                            |             |
| Sus competencias se encontraban en la Consejería de Acción Climática, Alimentación y Agenda Rural         | Sus competencias se encontraban en la Consejería de Acción Climática, Alimentación y Agenda Rural         | Sus competencias se encontraban en la Consejería de Acción Climática, Alimentación y Agenda Rural         | Sus competencias se encontraban en la Consejería de Acción Climática, Alimentación y Agenda Rural         | Sus competencias se encontraban en la Consejería de Acción Climática, Alimentación y Agenda Rural         | Sus competencias se encontraban en la Consejería de Acción Climática, Alimentación y Agenda Rural         | Sus competencias se encontraban en la Consejería de Acción Climática, Alimentación y Agenda Rural         | Pere Aragonès | Aragonès    |                            |             |